# Colonia del Natal
La Colonia del Natal è stata una colonia della corona britannica istituita nel 1843 e confluita nel 1910 nell'Unione Sudafricana.